# 野里駅
野里駅（のざとえき）は、兵庫県姫路市西中島にある、西日本旅客鉄道（JR西日本）播但線の駅である。

## 歴史

### 年表
- 1894年（明治27年）7月26日：播但鉄道の駅として姫路駅 - 寺前駅間開通時に開設[1][2]。旅客・貨物取扱開始[2]。
- 1903年（明治36年）6月1日：播但鉄道が山陽鉄道に営業譲渡。山陽鉄道の駅となる。
- 1906年（明治39年）12月1日：山陽鉄道国有化、国鉄の駅となる[2]。
- 1909年（明治42年）10月12日：線路名称制定、播但線所属となる。
- 1964年（昭和39年）10月1日：貨物取扱廃止[2]。
- 1972年（昭和47年）2月1日：荷物扱い廃止[3]、無人駅化[4]。
- 1984年（昭和59年）10月1日：北へ400 m移転、高架駅化[1]。
- 1987年（昭和62年）4月1日：国鉄分割民営化に伴い、西日本旅客鉄道（JR西日本）の駅となる[2]。
- 2003年（平成15年）8月8日：みどりの窓口営業開始[5]。
- 2007年（平成19年）8月1日：窓口営業時間変更。2時間余延長され6時55分 - 21時（変更前 - 18時45分）となる。
- 2016年（平成28年）3月26日：ICカード「ICOCA」の利用が可能となる[6]。ICカード専用簡易改札機で対応。
- 2021年（令和3年）7月1日：JR西日本福知山メンテックからJR西日本交通サービスに再移管された。
- 2022年（令和4年）
  - 6月1日：管理駅が福崎駅から豊岡駅に変更。
  - 10月1日：組織改正に伴い、近畿統括本部福知山管理部管轄となる。
- 2025年（令和7年）
  - 3月31日：みどりの窓口の営業を終了[7]。
  - 4月1日：終日無人化[7]。

### 駅名の由来
野里の一帯は『播磨国風土記』においては「大野の里」と呼ばれていた。この頭の「大」が取れて「野里」となったと言う。

## 駅構造

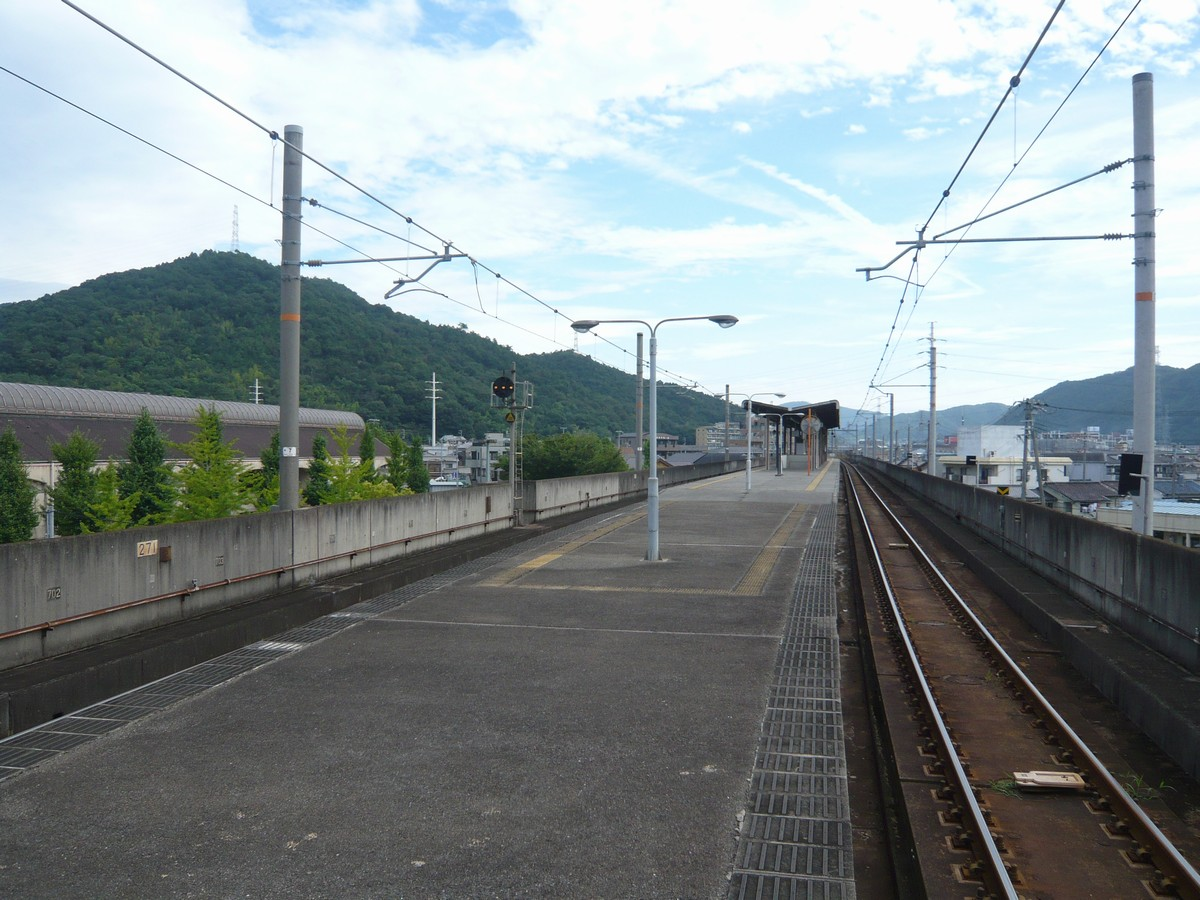
ホーム（2007年8月）

島式ホーム1面2線を有する、列車交換可能な高架駅。配線は1線スルー化されておらずY字分岐となっているため、停車ホームは方向別で分けられている。
自動改札機は無く、代わりにICカード専用簡易改札機が設置されている。
豊岡駅管理の無人駅。

### のりば
| のりば | 路線   | 方向 | 行先             |
| ------ | ------ | ---- | ---------------- |
| 1      | 播但線 | 上り | 姫路方面         |
| 2      | 播但線 | 下り | 寺前・和田山方面 |

## 利用状況
近年の1日平均乗車人員は以下の通り。
| 年度   | 1日平均 乗車人員 |
| ------ | ---------------- |
| 1996年 | 1,549            |
| 1997年 | 1,560            |
| 1998年 | 1,541            |
| 1999年 | 1,501            |
| 2000年 | 1,516            |
| 2001年 | 1,519            |
| 2002年 | 1,508            |
| 2003年 | 1,535            |
| 2004年 | 1,568            |
| 2005年 | 1,592            |
| 2006年 | 1,634            |
| 2007年 | 1,665            |
| 2008年 | 1,724            |
| 2009年 | 1,675            |
| 2010年 | 1,663            |
| 2011年 | 1,694            |
| 2012年 | 1,703            |
| 2013年 | 1,825            |
| 2014年 | 1,823            |
| 2015年 | 1,858            |
| 2016年 | 1,851            |
| 2019年 | 1,955            |
| 2020年 | 1,637            |
| 2021年 | 1,760            |

## 駅周辺
「野里」の指す範囲は広く姫路城から北北東方向を指す。ただし、当駅は野里南端に当たる姫路市立野里小学校区では無くその北側、姫路市立増位小学校校区に位置する。
地平時代の当駅はその北の外れ、現在地より400 m程南側に位置した。後に現在地西方の東洋紡績工場跡地が再開発され「花北」と通称される一帯となり、高架化に際して花北東側に当たる現在地に移転した。2015年（平成27年）3月に改定した「姫路市都市計画マスタープラン」において、当駅周辺は「主核」たる姫路駅に対する、姫路市北部地域における「副核」として位置付けられている。
- 姫路西中島郵便局
- 播州信用金庫保城支店
- ミラキタシティ姫路
  - 姫路市立図書館花北分館（2019年4月13日リニューアルオープン）
- 花の北市民広場
  - 姫路市花の北サービスセンター
- 姫路競馬場[1]
- 陸上自衛隊姫路駐屯地[1]
- 広峰山
  - 広峯神社[1]
- 増位山
  - 随願寺
- 国道312号

## バス路線
最寄りのバス停は「野里駅前」停留所である。
| 停留所名 | 運行事業者 | 路線名・系統・行先                                                                                              |
| -------- | ---------- | --- |
| 野里駅前 | 神姫バス   | - 61系統・62系統：姫路駅（北口） / 北条営業所・フラワーセンター駐車場 - 64系統・75系統：姫路駅（北口） / 城見台 |

## 隣の駅
西日本旅客鉄道（JR西日本）
 播但線
京口駅 - 野里駅 - 砥堀駅